# Hőtágulás
Hőtágulásnak nevezzük azt a fizikai jelenséget, amikor valamely anyag a hőmérsékletének változásával megváltoztatja a méretét. Melegítéskor az anyagok általában tágulnak, a tágulás relatív mértékét a hőtágulási együttható (hőtágulási tényező) fejezi ki. A hőtágulás általában közelítőleg lineárisan függ a hőmérséklettől, ez alól kivétel, ha halmazállapot-változás történik, illetve néhány speciális, vagy bomlékony anyag zsugorodik (negatív hőtágulás). Léteznek ötvözetek, amelyek gyakorlatilag nem változtatják a méretüket. Nagyon fontos kivétel továbbá a víz, ami nem követi a monoton, ezen belül is lineáris hőtágulási törvényt.

## Összefüggések
Az anyagtudomány három kategóriát határoz meg: A polimerek tízszer jobban tágulnak, mint a fémek, amik megelőzik a kerámiákat.

## Szilárd testek hőtágulása
A szilárd testek hőtágulása függ:
- az anyagi minőségtől
- a térfogatváltozástól
- az eredeti térfogattól

### Lineáris (vonalas) hőtágulás
A lineáris hőtágulás a testek egyirányú méretének hőmérsékletváltozás hatására bekövetkező változását jelenti.
Ha egy α lineáris hőtágulási együtthatóval rendelkező {\displaystyle l_{0}} hosszúságú test hőmérséklete {\displaystyle T_{0}}, akkor {\displaystyle \Delta T=T_{\mathrm {k} }-T_{0}} hőmérséklet-változás hatására a hossza:
{\displaystyle l_{\mathrm {k} }=l_{0}+\Delta l=l_{0}+l_{0}\alpha \Delta T=l_{0}(1+\alpha \Delta T)\,}
lesz.

Lineáris hőtágulási együttható: {\displaystyle \alpha ={\Delta l \over \Delta Tl_{0}}}, mértékegység: {\displaystyle {\frac {1}{\mathrm {K} }}}

### Felületi hőtágulás
Ha egy α lineáris hőtágulási együtthatóval rendelkező {\displaystyle A_{0}} felületű test hőmérséklete {\displaystyle T_{0}}, akkor {\displaystyle \Delta T=T_{\mathrm {k} }-T_{0}} hőmérséklet-változás hatására a felülete:
{\displaystyle A_{\mathrm {k} }=A_{0}(1+\alpha \Delta T)^{2}=A_{0}(1+2\alpha \Delta T+\alpha ^{2}\Delta T^{2})\,}
lesz. Az α értékéből adódóan az α²ΔT² tag értéke elhanyagolhatóan kicsi, ezért:
{\displaystyle A_{\mathrm {k} }\approx A_{0}(1+2\alpha \Delta T)}

### Térfogati hőtágulás
Ha egy α lineáris hőtágulási együtthatóval rendelkező anyagú {\displaystyle V_{0}} térfogatú test hőmérséklete {\displaystyle T_{0}}, akkor {\displaystyle \Delta T=T_{\mathrm {k} }-T_{0}} hőmérséklet-változás hatására a térfogata:
{\displaystyle V_{\mathrm {k} }=V_{0}(1+\alpha \Delta T)^{3}=V_{0}(1+3\alpha \Delta T+3\alpha ^{2}\Delta T^{2}+\alpha ^{3}\Delta T^{3})\,}
lesz. Az α értékéből adódóan a 3α²ΔT², illetve az α³ΔT³ tag értéke elhanyagolhatóan kicsi, ezért:
{\displaystyle V_{\mathrm {k} }\approx V_{0}(1+3\alpha \Delta T)}

## Folyadékok hőtágulása
A folyadékoknak nincsen állandó alakjuk, így velük kapcsolatban csak térfogati hőtágulásról beszélhetünk. Néhány folyadéknak a hőtágulása nemcsak az anyagi minőségtől, hanem a hőmérséklettől is függ, azonban a legtöbb esetben ettől eltekinthetünk.
 Térfogati hőtágulási együttható: {\displaystyle \beta ={\frac {\Delta V}{\Delta TV_{0}}}}, mértékegység: {\displaystyle {\frac {1}{\mathrm {K} }}}

Egy β hőtágulási együtthatójú, {\displaystyle T_{0}} kezdeti hőmérsékletű, {\displaystyle V_{0}} kezdeti térfogatú folyadék ΔT hőmérséklet-változás hatására:

{\displaystyle V_{\mathrm {K} }=V_{0}(1+\beta \Delta T)\,}
térfogatú lesz.
A víz hőtágulása eltér a többi folyadékétól. 4 °C felett a többi folyadékhoz hasonlóan a hőmérséklet növekedésével tágul. A többi folyadéktól eltérő módon azonban 4 °C alatt a hőmérséklet csökkenésével nő a térfogata. Ennek megfelelően a 4 °C-os víz sűrűsége maximális.

## Gázok hőtágulása
A gázok esetén a hőmérséklet változása mind a nyomásra, mind a térfogatra hatással van. Ennek a folyamatnak a komplex leírására az általános gáztörvény a legalkalmasabb.
Gázoknál térfogati hőtágulásról akkor beszélünk, ha a hőközlés állandó nyomáson (izobár folyamat) történik. Ilyen vizsgálatokat elsőként Jacques Charles és Joseph Louis Gay-Lussac végzett. Munkásságuk nyomán tudjuk, hogy a hőtágulás értéke tökéletes gázok esetében az anyagminőségtől független.
Az ideális gázok hőtágulási együtthatója (β) az anyagi minőségtől függetlenül a hőmérséklettel fordítottan arányos. Izobár folyamatban a {\displaystyle V_{0}} térfogatú, {\displaystyle T_{0}} hőmérsékletű gáz ΔT hőmérséklet-változás hatására:
{\displaystyle V_{\mathrm {T} }=V_{0}(1+\beta \Delta T)\,}
térfogatú lesz, ahol {\displaystyle \beta ={\frac {1}{T_{0}}}}.
Ha a kezdeti hőmérséklet 0 °C volt, akkor β = 1/273,15 1/K.

## Gátolt hőtágulás
Ha a szilárd test vagy folyadék nem tágulhat szabadon hőmérséklet-változás hatására, akkor igen nagy mechanikai feszültség illetve nyomás ébredhet benne. Az ilyen feszültség neve hőfeszültség.
ΔT hőmérséklet-különbség
{\displaystyle \epsilon =\alpha \Delta T\,}
fajlagos nyúlást hoz létre az anyagban. Ha ezt meggátoljuk, akkor a Hooke-törvény értelmében
{\displaystyle \sigma =E\epsilon =E\alpha \Delta T\,}
nyomófeszültség ébred, ahol E a rugalmassági modulus.
Ha például egy 20 °C hőmérsékletű, zömök acélrudat satuba fogunk, majd 120 °C-ra felmelegítünk és feltételezzük, hogy a satu nem melegszik fel, akkor a hőfeszültséget az alábbiak szerint számolhatjuk:
{\displaystyle \sigma =2,1\cdot 10^{5}\ \mathrm {MPa} \cdot 1,2\cdot 10^{-5}\ {\frac {1}{\mathrm {K} }}\cdot 100\ \mathrm {K} =252\ \mathrm {MPa} \,}
A merev szerkezeti acél folyáshatára, vagyis az a feszültség, ami felett már maradó alakváltozást szenved, ~ 250 MPa. Így érzékelhető, hogy miért veszélyes az, ha nem hagyjuk szabadon tágulni a gépalkatrészeket és szerkezeti elemeket. Az üvegpohárba öntött forró víz eltörheti az edényt, a hidak maradandóan deformálódnának, ha nem építenének be dilatációs szerkezetet.

## Külső hivatkozások
- Beton hőtágulása
- Vasúti felsővezeték hőtágulása – YouTube time-lapse videó
- Híd hőtágulása – YouTube videó